# Palmácia
Palmácia è un comune del Brasile nello Stato del Ceará, parte della mesoregione del Norte Cearense e della microregione di Baturité.Palmácia si trova nella regione montuosa di Ceará e si distingue come destinazione turistica nello Stato, classificato come città ideale per l'eco -turismo e turismo d'avventura.

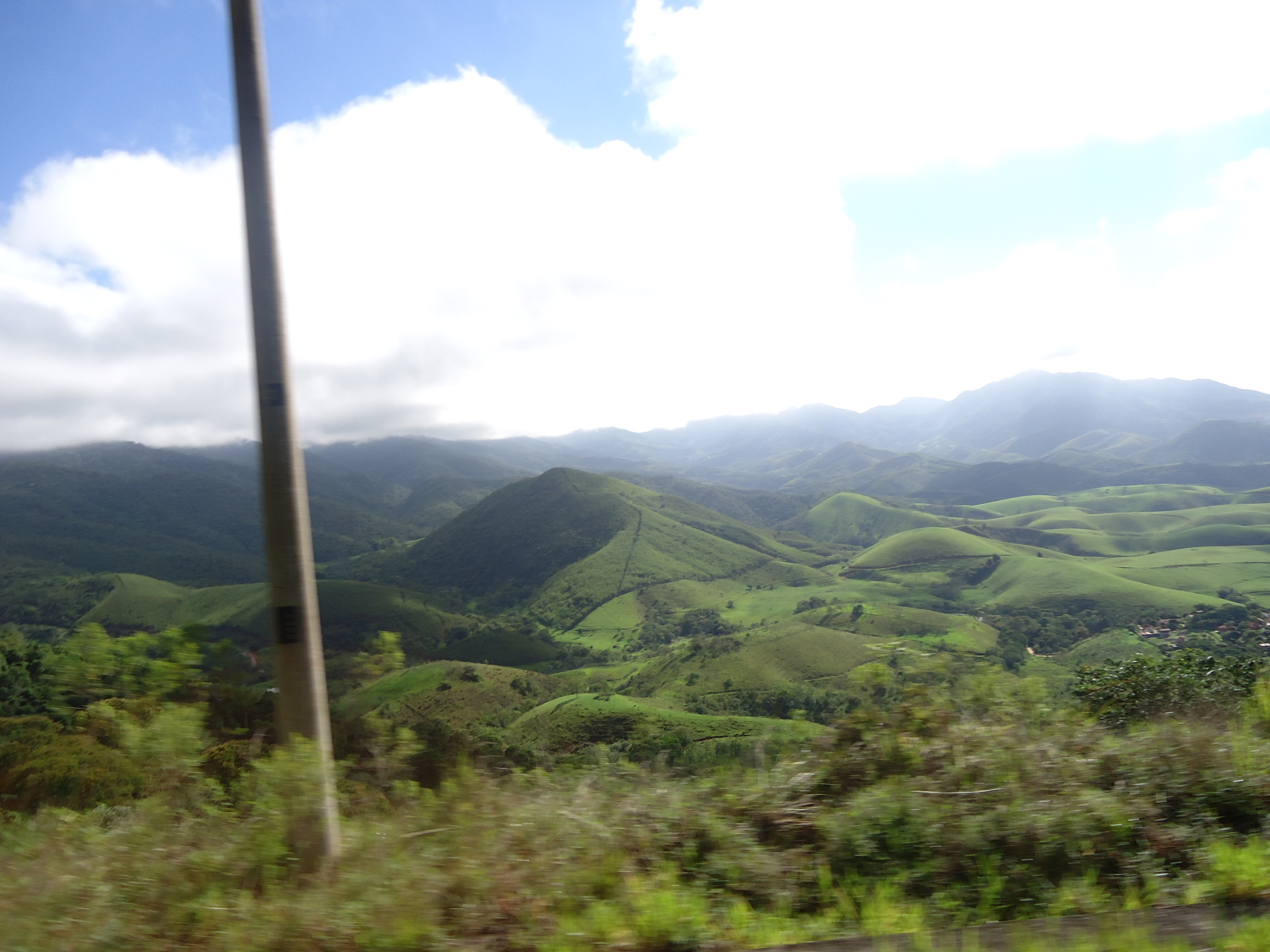
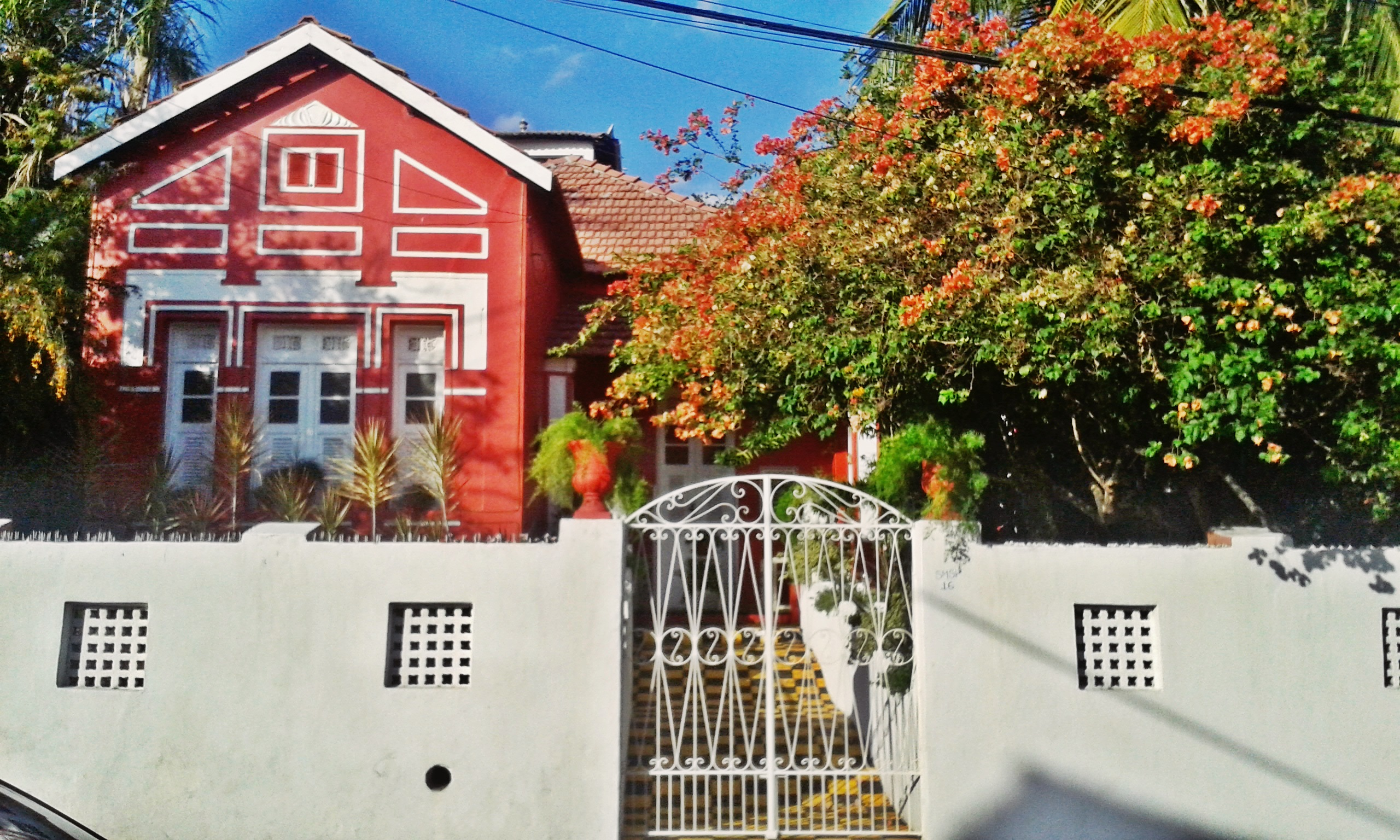
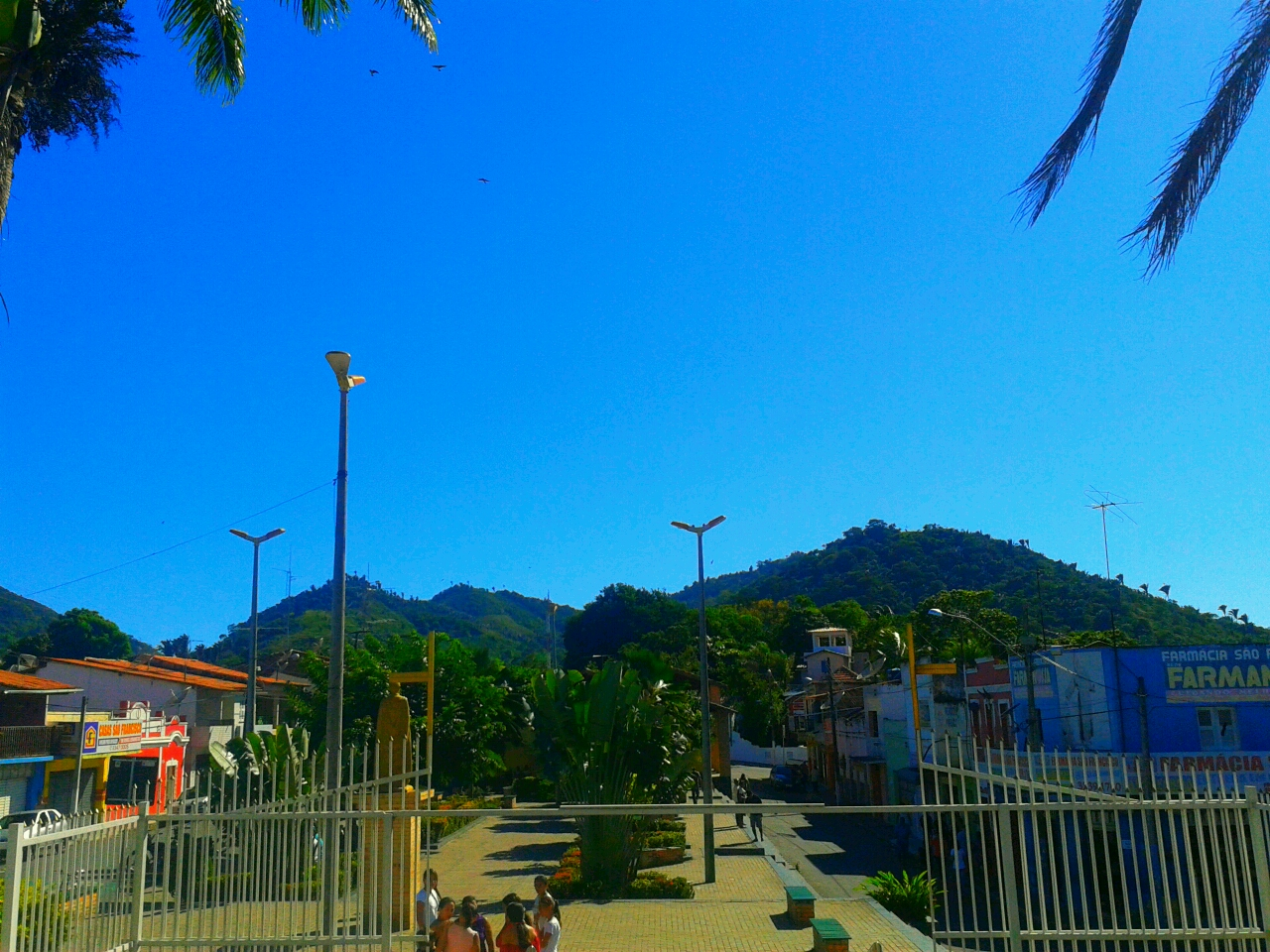
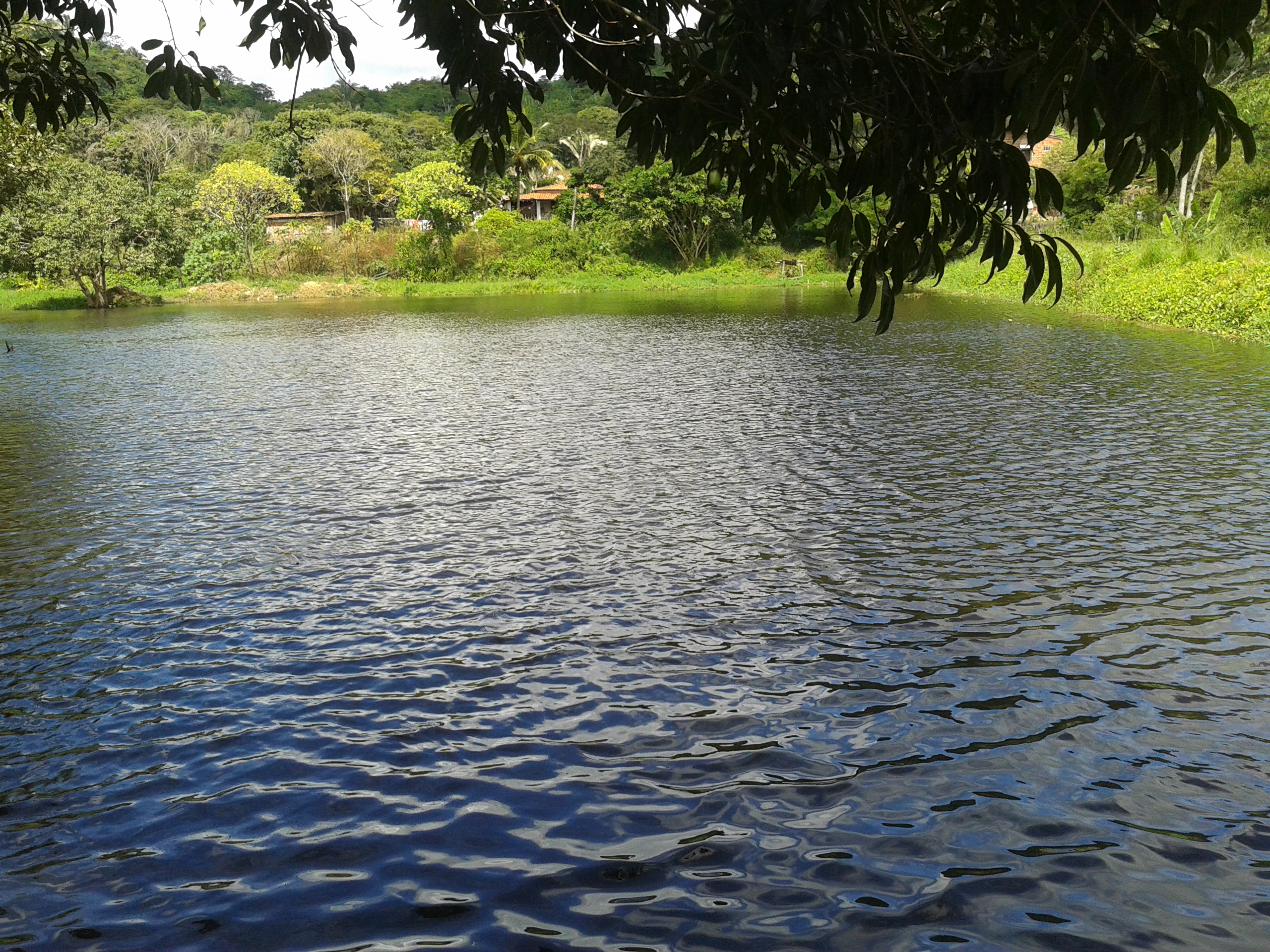
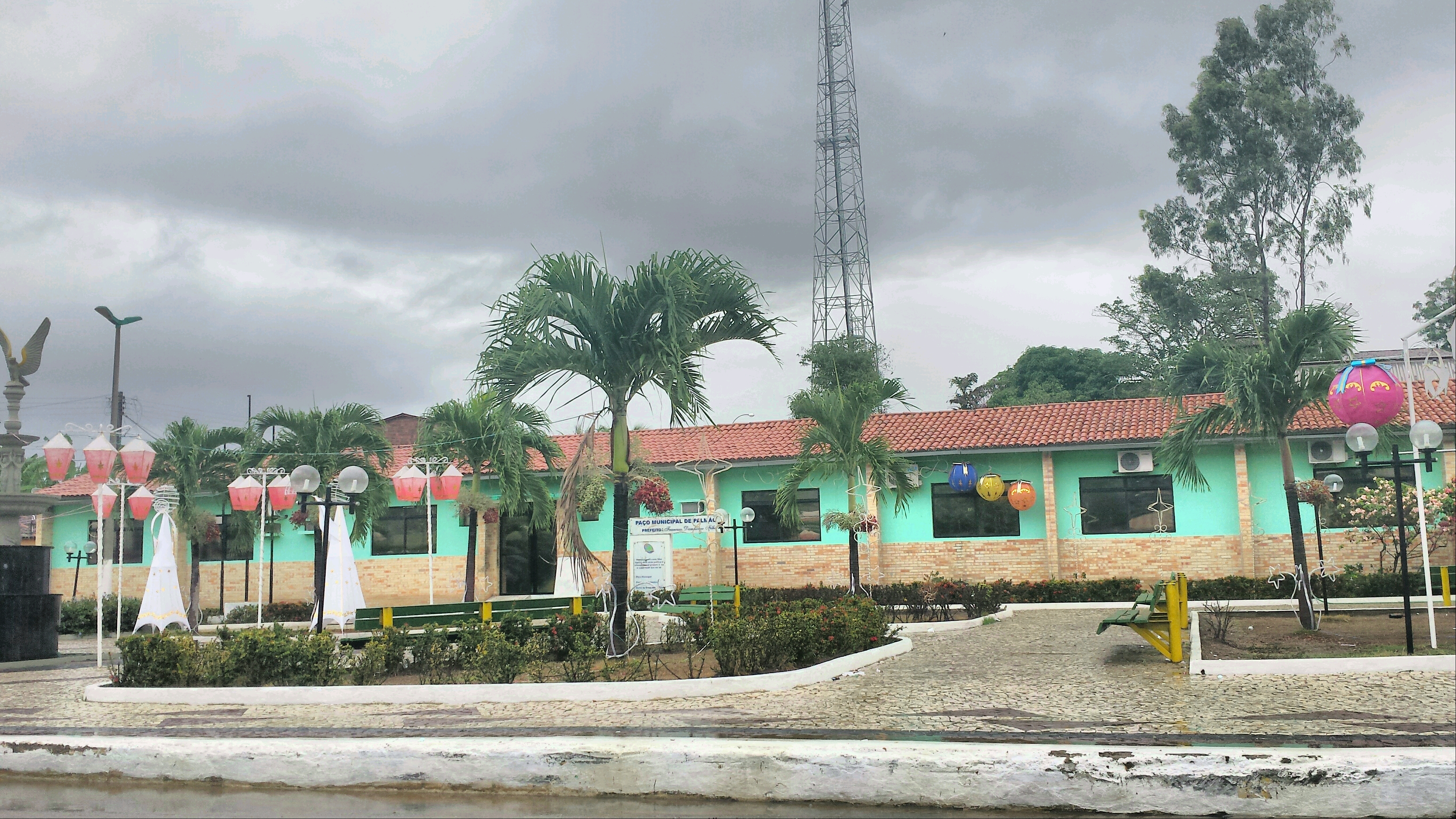
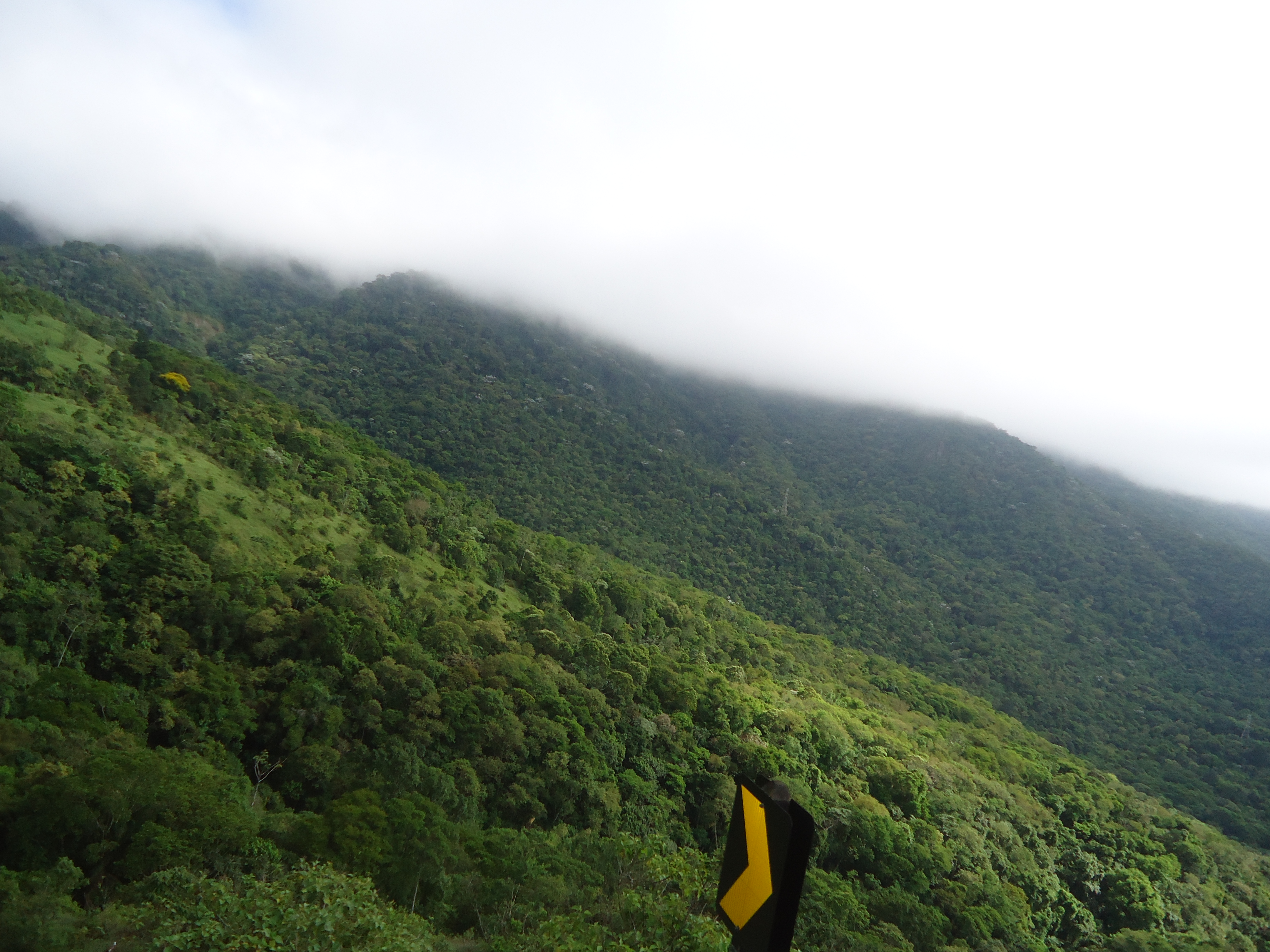
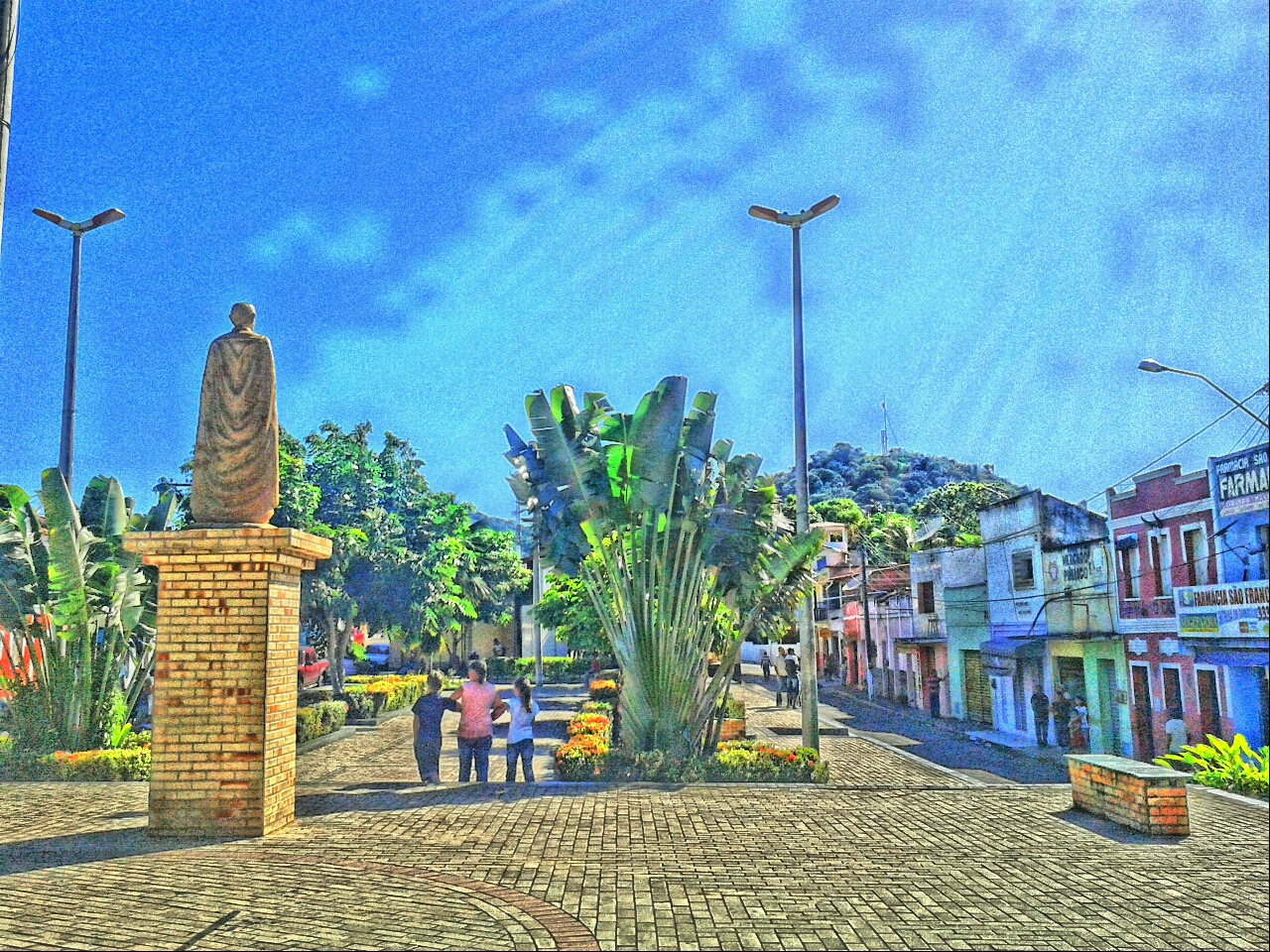
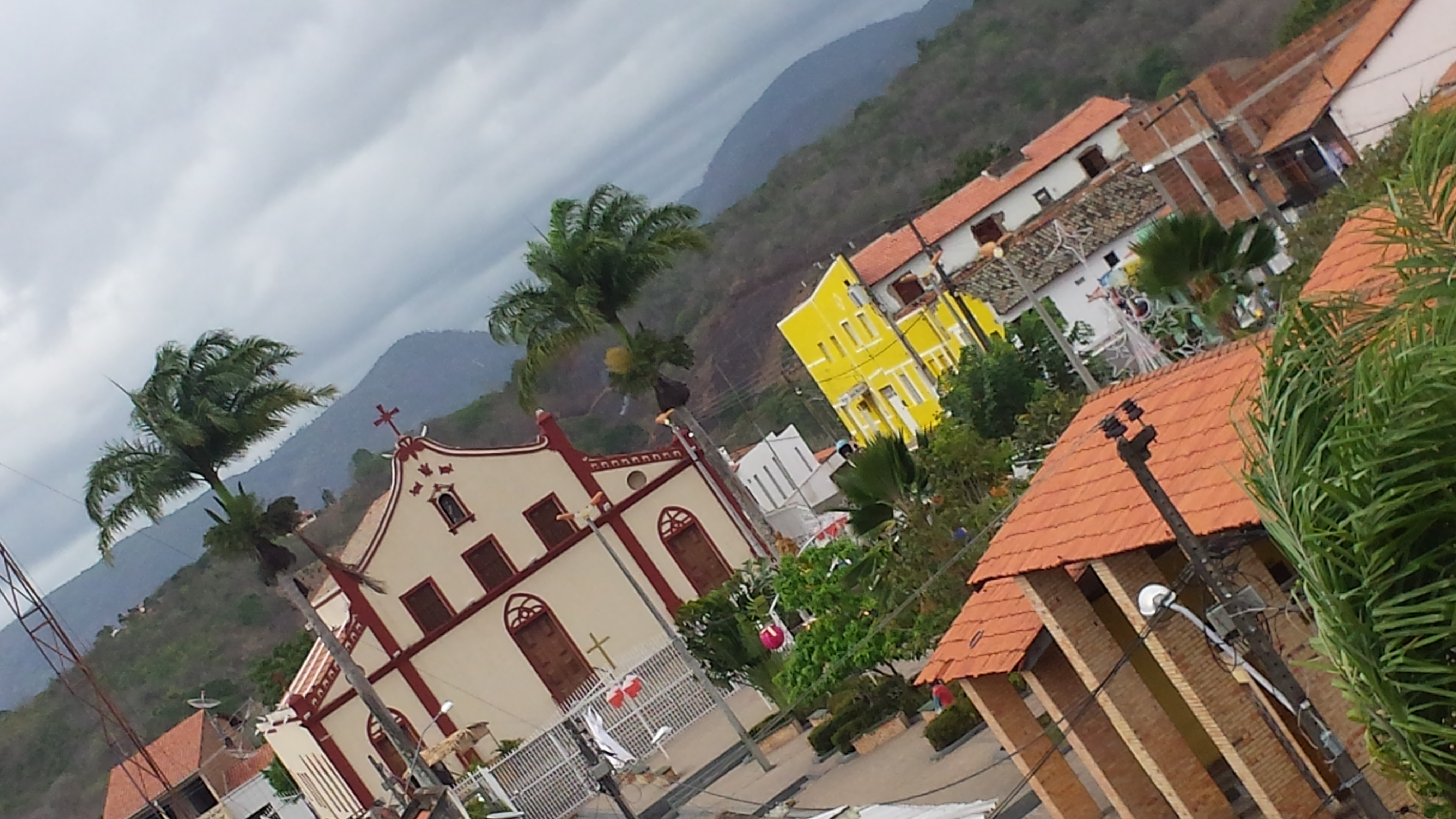
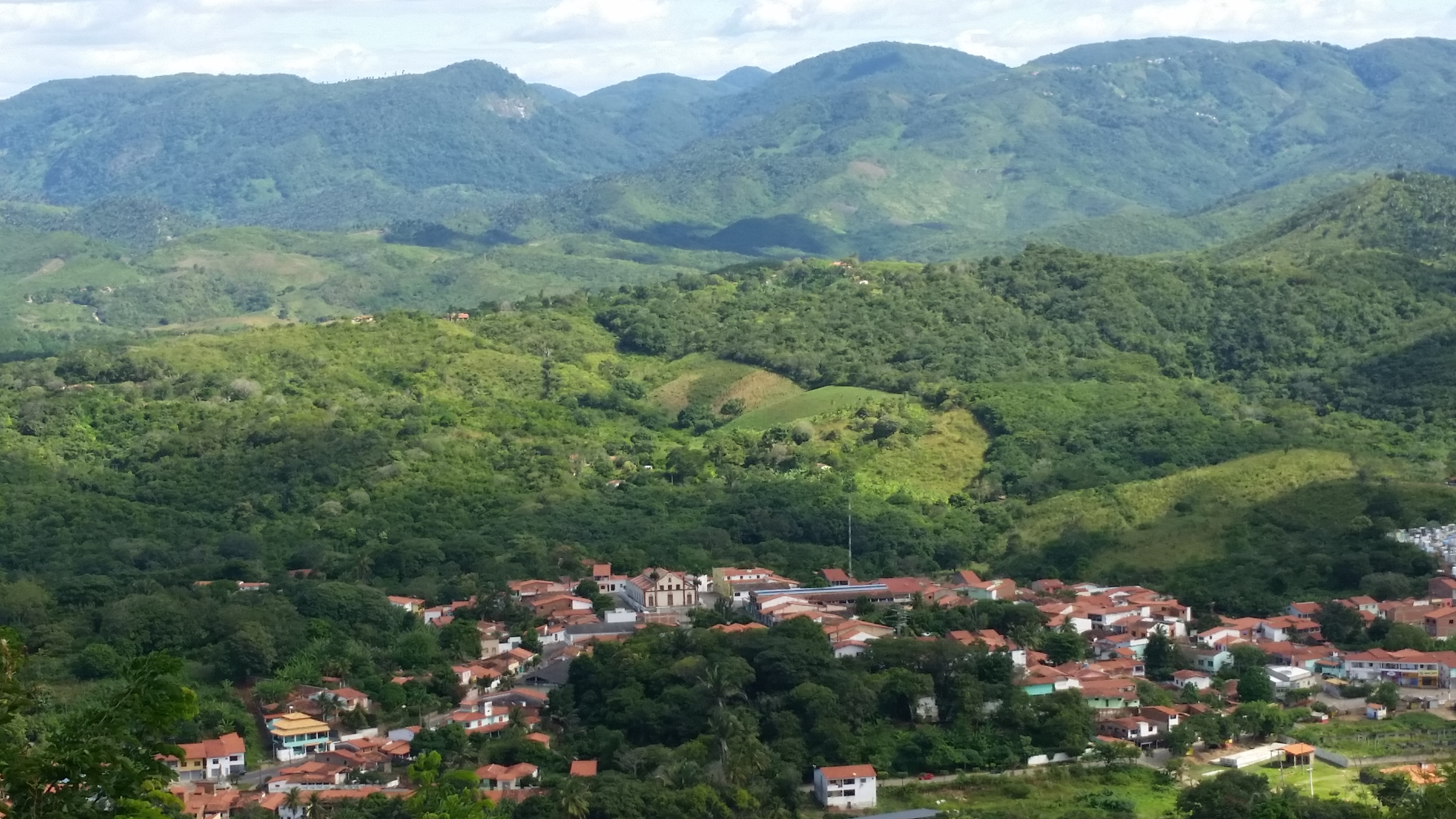
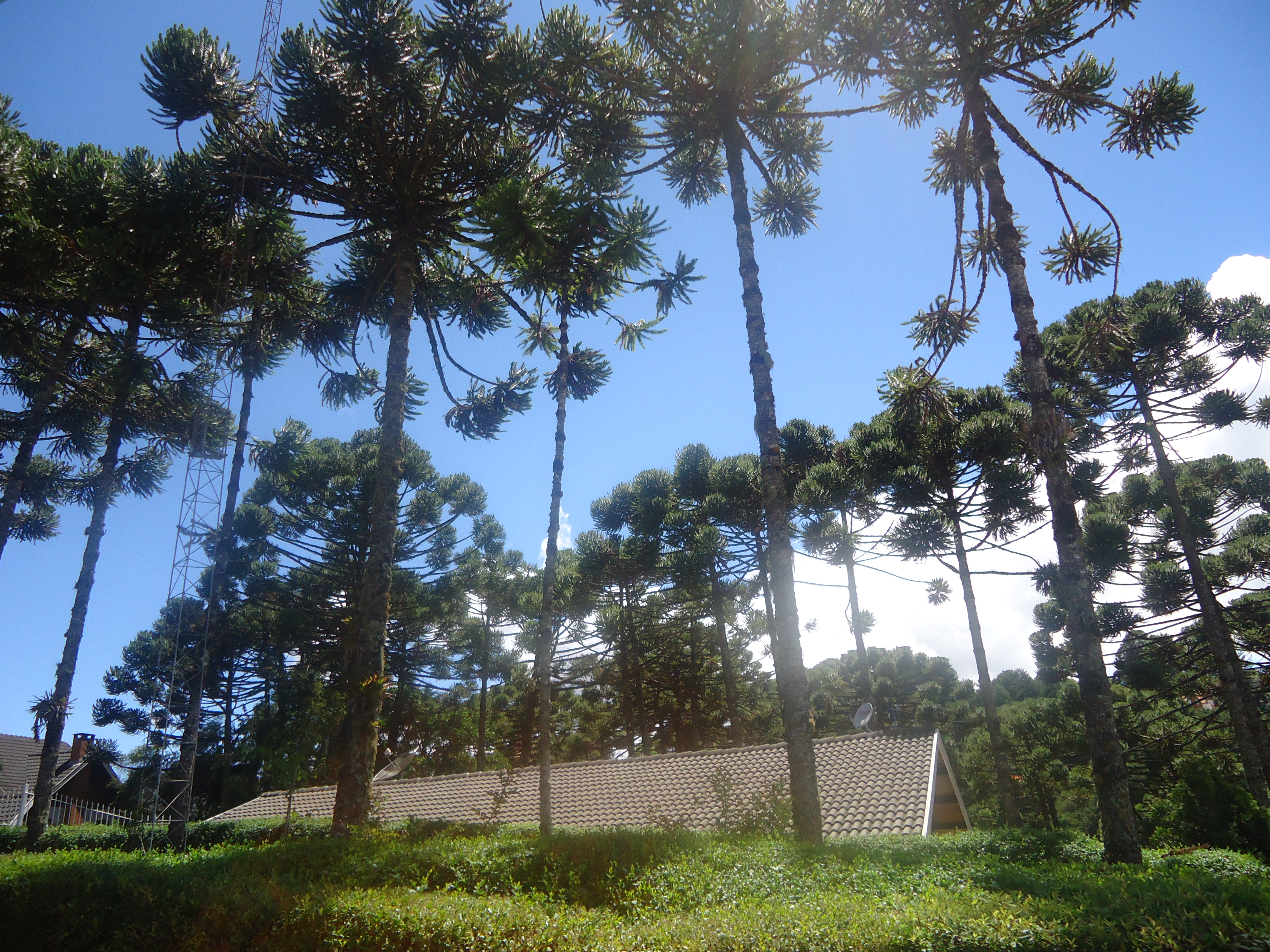
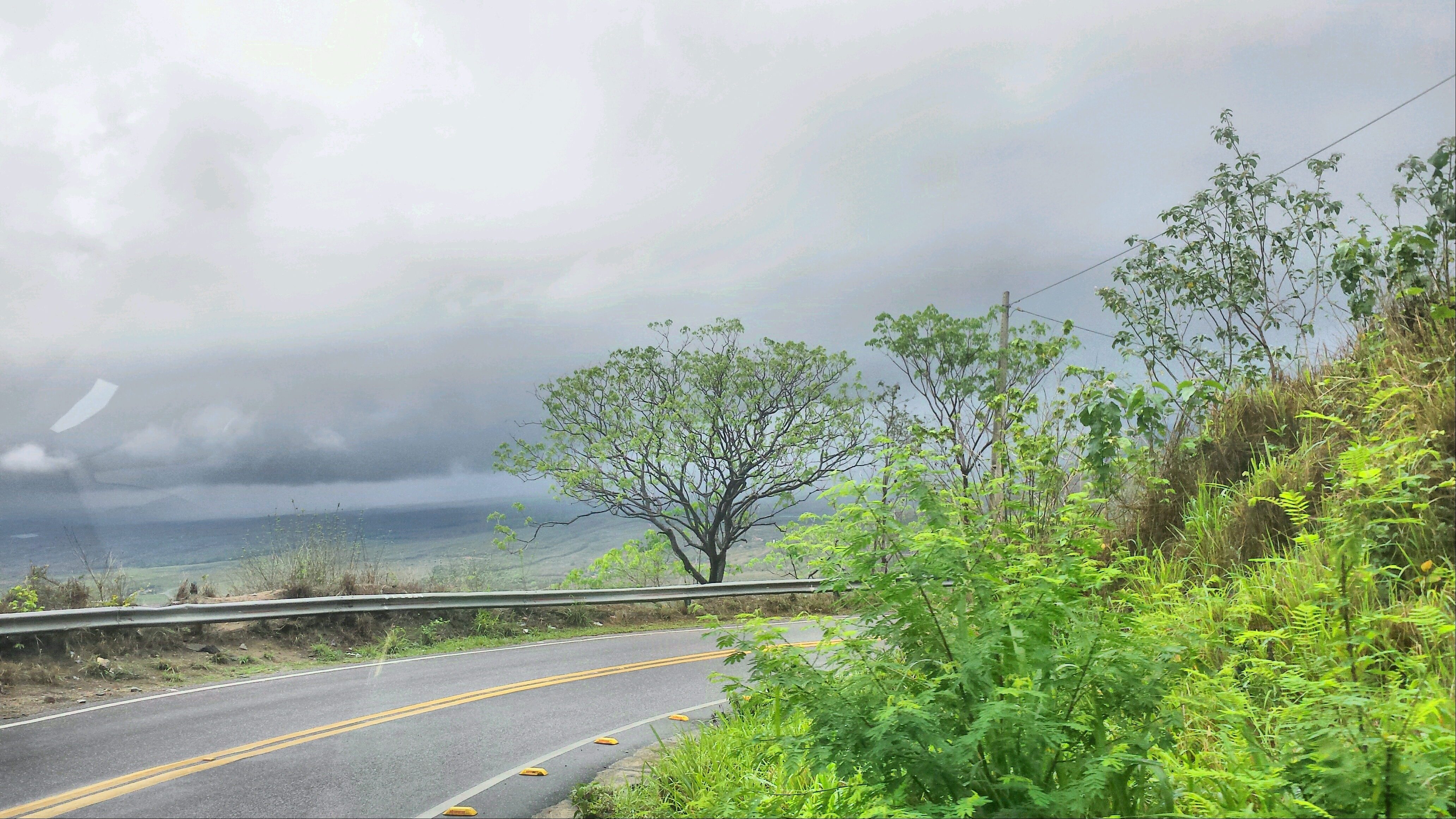